# 薩拉·洛西
薩拉·洛西（Sara 或 Sarah Losh，1785年—1853年3月29日）是一位英國建築師、設計師。她的傳記作者稱她為一位古物收藏家、建築師和夢想家。洛西是坎伯蘭郡（Cumberland，現為坎布里亞郡）Wreay 村的地主，她最重要的建築作品聖瑪莉教堂 (St Mary's Church) 便座落於此地。這座教堂是薩拉·洛西建造的一組建築和紀念碑群中的一件作品，預告了藝術與工藝運動 (Arts and Crafts Movement) 的到來。 

## 生平與家庭
有關洛西的文獻資料遭毀，她的日記和圖繪無一倖存，但是英國醫生暨傳記作家亨利·倫斯代爾 (Henry Lonsdale, 1816-1876) 撰寫的《坎伯蘭名人錄》（The Worthies of Cumberland，這部書在 1867 年至 1875 年間由出版商勞特利奇 (Routledge) 分六卷出版）中記述了她的生平。
她出生於卡萊爾 (Carlisle) 附近一個名叫 Wreay 的村莊，一座名為伍德賽德 (Woodside) 的宅邸內。出生日期不詳，可能是 1785 年年底，因為她的受洗日是 1786 年 1 月 6 日。她在父親約翰·洛西（John Losh，1756-1814 年）和妻子伊莎貝拉（Isabella，娘家姓氏為 Bonner）的四個孩子中居長。約翰·洛西在伍德賽德擁有土地，並和他的兄弟威廉·洛西 (William Losh) 在泰恩賽德 (Tyneside) 的沃克爾區 (Walker) 合夥經營一家製鹼工廠。這家工廠隸屬於洛西、威爾森和貝爾製造公司 (Losh, Wilson and Bell)。
由於一個弟弟早逝、另一個弟弟有精神障礙，因此，薩拉和妹妹凱瑟琳 (Katherine) 共同繼承了父親的遺產。她們姊妹倆人都終身未婚，所以當凱瑟琳在 1835 年去世時，薩拉繼承了原本由凱瑟琳繼承的那份遺產。她的叔叔詹姆士·洛西 (James Losh) 在紐卡斯爾 (Newcastle) 擔任大律師，同時也是該市文學與哲學協會 (Literary and Philosophical Society of Newcastle upon Tyne) 的重要成員，詩人威廉·華茲華斯 (William Wordsworth)、塞繆爾耳·泰勒·柯勒律治 (Samuel Taylor Coleridge) 和羅伯特·騷塞 (Robert Southey) 都是他的好友。
根據倫斯代爾的描述，洛西博覽群籍，並受過良好教育。她在 Wreay、倫敦和巴斯等地上過學，並在 1814 年和 1817 年遊歷過法國、義大利和德國。她的法語和義大利語都很流利，翻譯拉丁文也游刃有餘。倫斯代爾將她與 19 世紀英國女性小說家喬治·艾略特 (George Eliot) 相提並論。她終身未婚，但可能曾與在校時期的一位朋友塞恩少校 (Major Thain) 發展過戀情。這位塞恩少校在 1842 年於巴基斯坦與阿富汗邊境的開伯爾山口 (Khyber Pass) 遇害身亡。
薩拉·洛西於 1853 年 3 月 29 日在伍德塞德過世，葬於 Wreay 的教堂墓地，與妹妹凱瑟琳合葬於同穴。

## 建築設計
從 1820 年代後期開始，洛西在 Wreay 及其附近設計、資助並建造了幾件設計工程。其中一件是布由塞十字架 (Bewcastle Cross) 的複製品，立於 1835 年，用以紀念她的父母。另一件作品是一座以龐貝風格建造的教師住宅。她還在村中建造了水井和學校。Wreay 原有的老教堂到 1840 年時已經殘破不堪，洛西提出捐贈土地並支付重建教堂費用的建議，條件是教堂的設計要由她操刀。教會管理當局在1841 年 5 月許可了她的請求。
洛西的設計以一座早期基督教巴西利卡為範本，以一座沒有側廊的矩形平面中殿為主體，這座中殿的末端是一座半圓形的後殿。她稱這種風格為「早期撒克遜式或改良倫巴第式」風格。後殿有 13 個席位，席位間以柱子分隔。這座教堂的聖壇以一塊義大利大理石板為桌面，由兩隻黃銅鑄成的老鷹像為桌腳。教堂內外飾有化石、植物和動物造型的自然主義風格石雕，大多出自當地建築匠師威廉·欣德森 (William Hindson) 之手。薩拉和她的表親威廉選用雪花石膏雕刻製作聖水盆。尼古拉斯·佩夫斯納將她的設計成果與幾十年後的藝術與工藝運動設計風格相提並論。她的設計不含傳統慣用的基督教象徵元素，甚至不採用十字架，但某些人將這座教堂的大量裝飾視為讚頌上帝創世造物的一種手法。
這座教堂斥資 1,200 英鎊完成，並在 1842 年 12 月舉行奉獻典禮，現在是一座英國二級登錄建築 (listed building)。教堂墓地內有一座同樣列為二級登錄建築的陵墓，是洛西在 1850 年為紀念她的妹妹凱瑟琳建造的。

洛西還曾投身於位於牛頓-阿落什 (Newton Arlosh) 的傳道者聖約翰堂 (St John the Evangelist's Church) 修復工作。

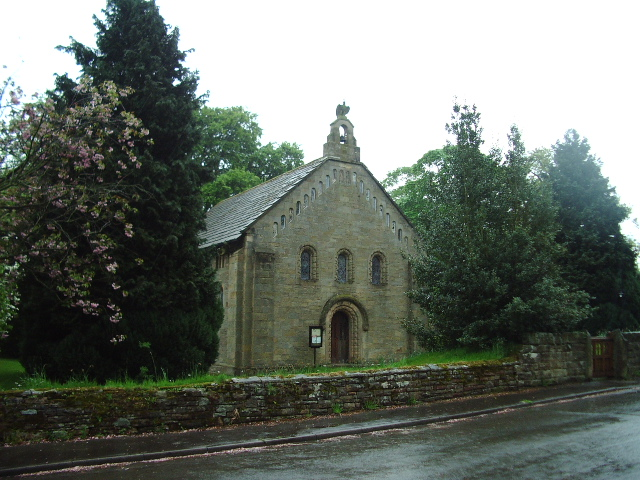
聖瑪莉教堂，位於 Wreay
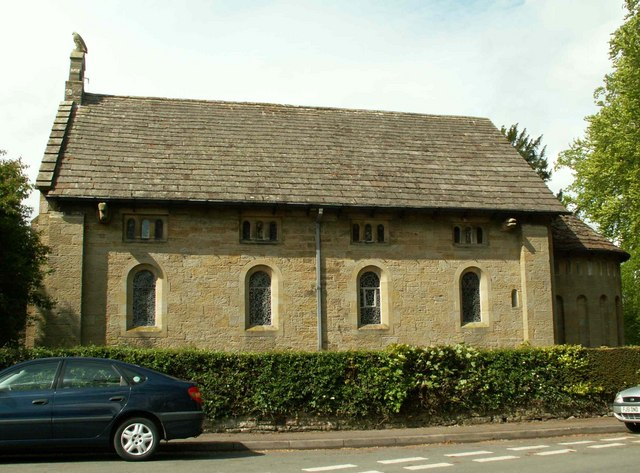
聖瑪莉教堂，位於 Wreay
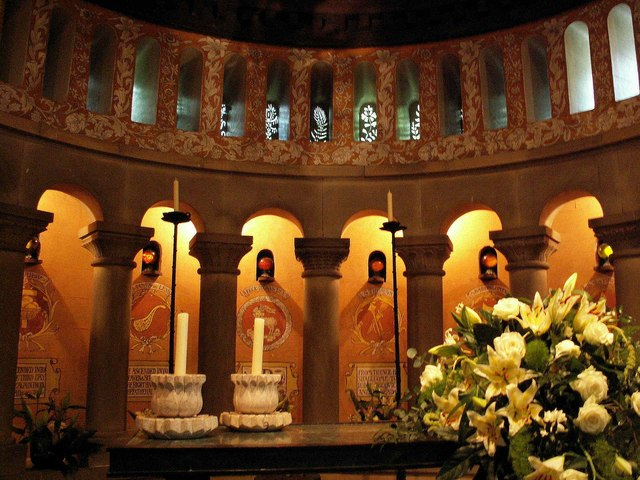
聖壇和半圓形後殿局部
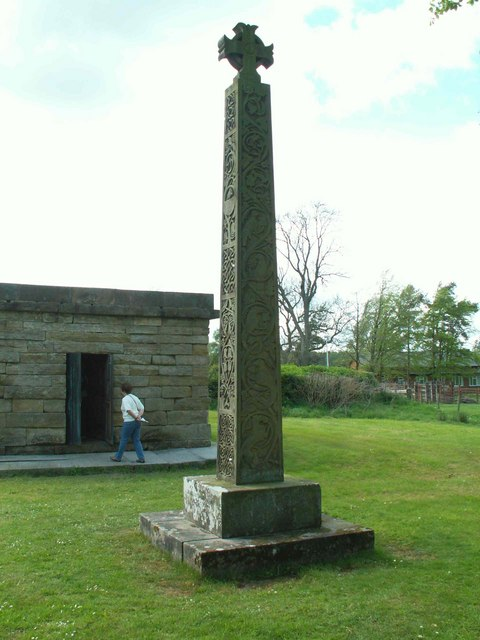
位於 Wreay 村聖瑪麗教堂墓地內的布由塞十字架複製品。凱瑟琳·洛西的墓就在十字架後方
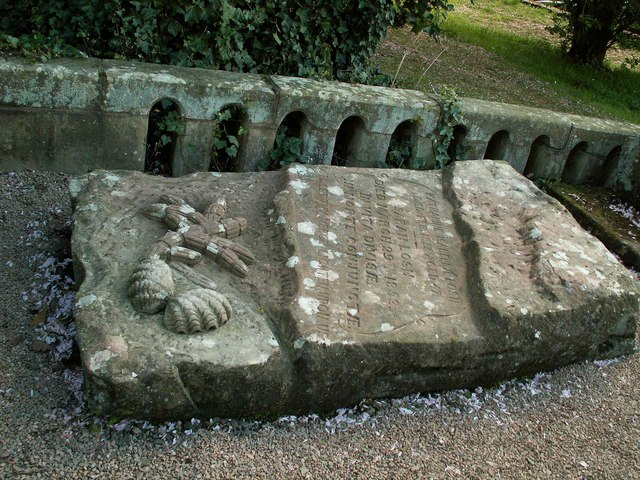
凱瑟琳和薩拉的墓碑，位於聖瑪莉教堂
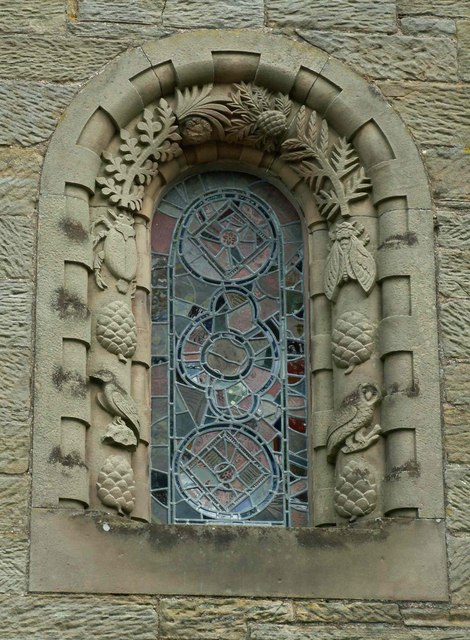
聖瑪莉教堂的石造窗框，周圍飾有昆蟲、鳥類和松果。位於 Wreay
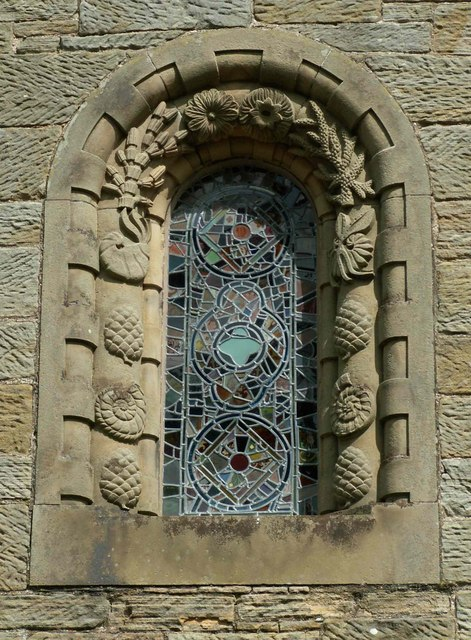
聖瑪莉教堂的石造窗框，周圍飾有化石、植物和松果。位於 Wreay
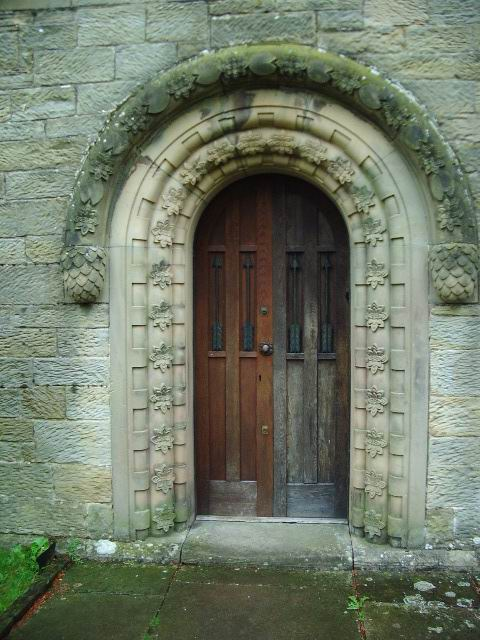
聖瑪莉教堂的正門，位於 Wreay